# Carasobarbus
Genre
Carasobarbus est un genre de poissons téléostéens de la famille des Cyprinidae et de l'ordre des Cypriniformes. 
Ses espèces se rencontrent autour de la région du Proche-Orient.
Comme beaucoup d'autres « barbes », il a longtemps été inclus dans le genre Barbus très paraphylétique dans sa vaste circonscription originelle. 
Pour éviter une profusion de très petits genres, Carasobarbus semble assez proche du genre Barbus - avec notamment des barbillons et parentés typiques - pour y rester inclus, mais est plus proche encore des grandes espèces hexaploïdes aujourd'hui séparés dans Labeobarbus et finira peut-être par y être inclus avec quelques autres « barbes » étroitement liées (comme l'est maintenant par exemple l’espèce Labeobarbus reinii).

## Liste des espèces
Selon Catalogue of Life (21 mars 2023):
- Carasobarbus apoensis (Banister & M. A. Clarke, 1977)
- Carasobarbus canis (Valenciennes, 1842)
- Carasobarbus chantrei (Sauvage, 1882)
- Carasobarbus exulatus (Banister & M. A. Clarke, 1977)
- Carasobarbus fritschii (Günther, 1874)
- Carasobarbus harterti (Günther, 1901)
- Carasobarbus kosswigi (Ladiges, 1960)
- Carasobarbus luteus (Heckel, 1843). Espèce-type décrite en tant que Systomus luteus.
- Carasobarbus moulouyensis (Pellegrin, 1924)
- Carasobarbus sublimus (Coad & Najafpour, 1997)

## Galerie

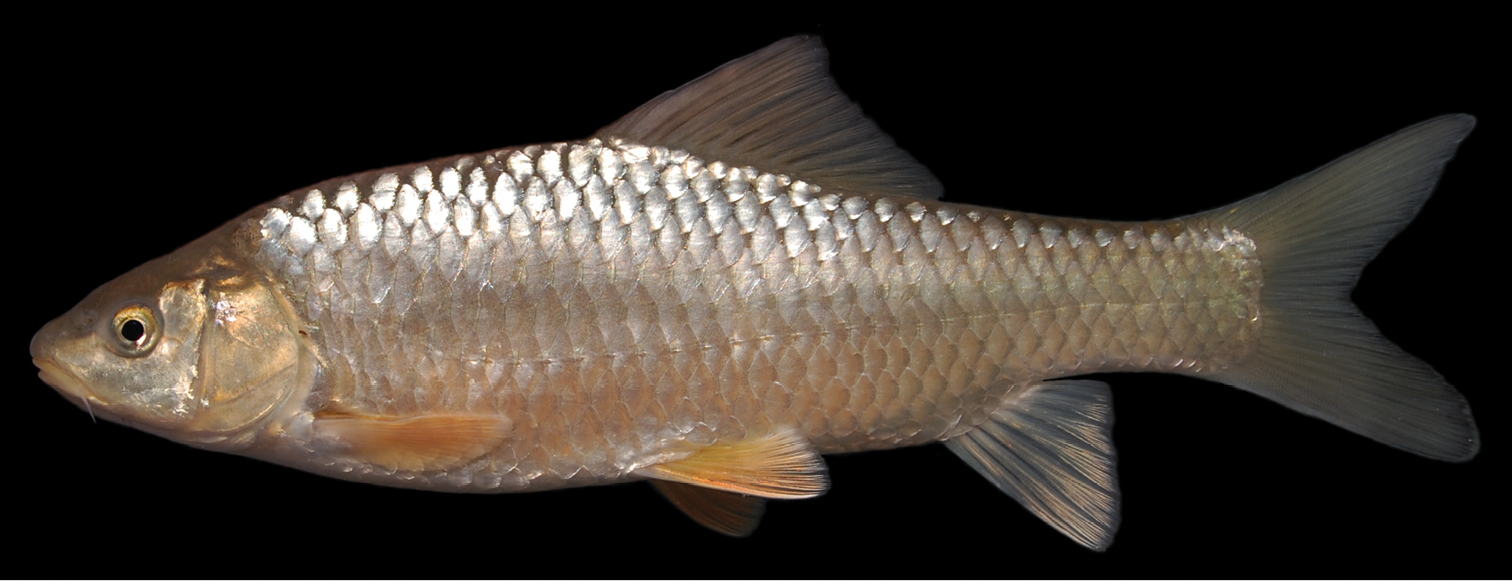
Carasobarbus chantrei
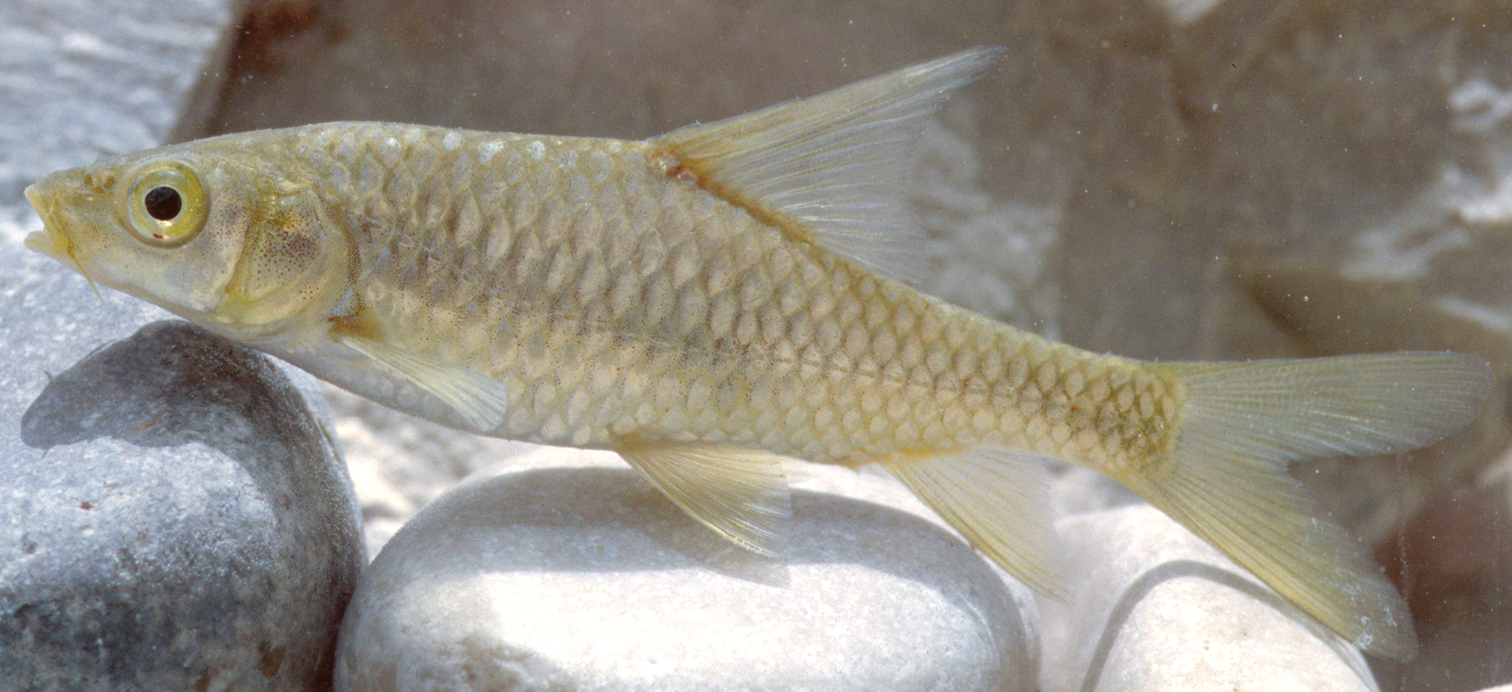
Carasobarbus exulatus juvénile
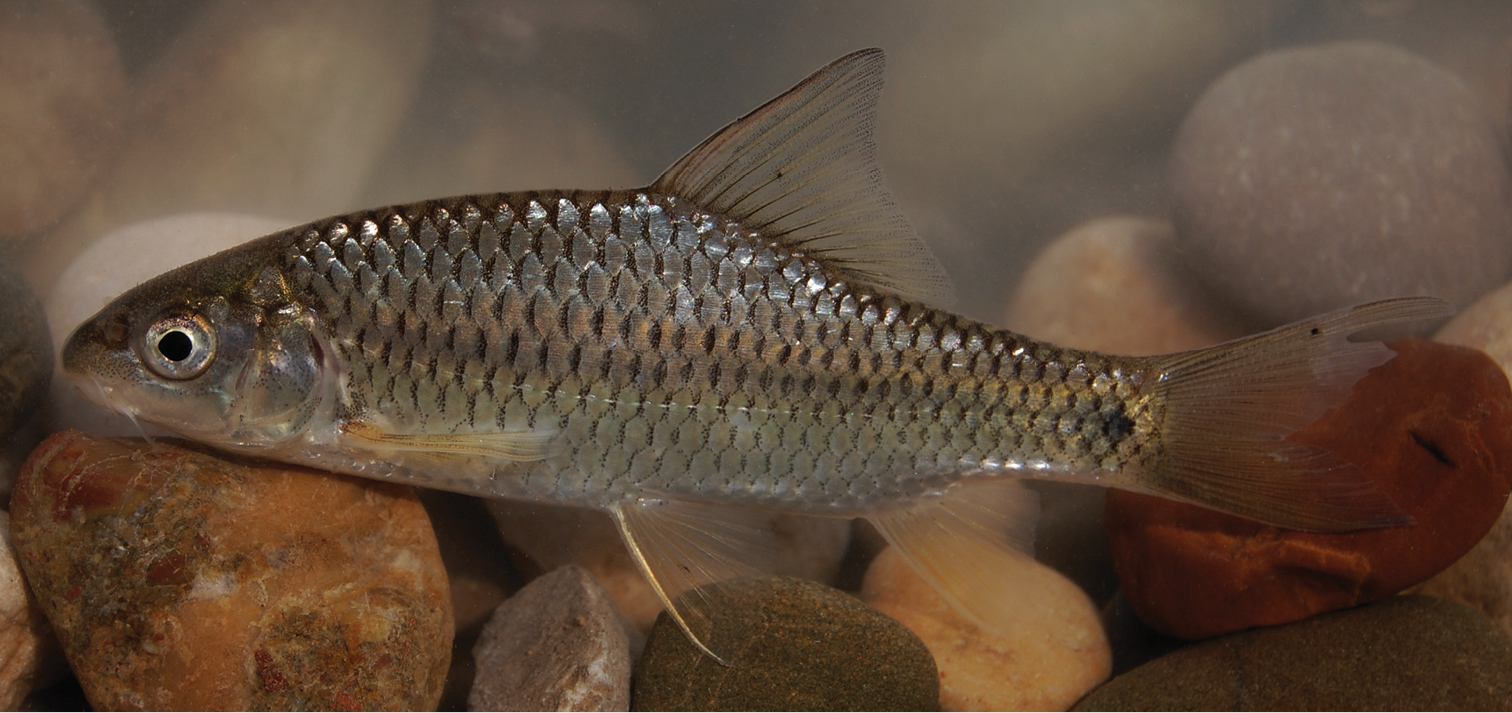
Carasobarbus kosswigi
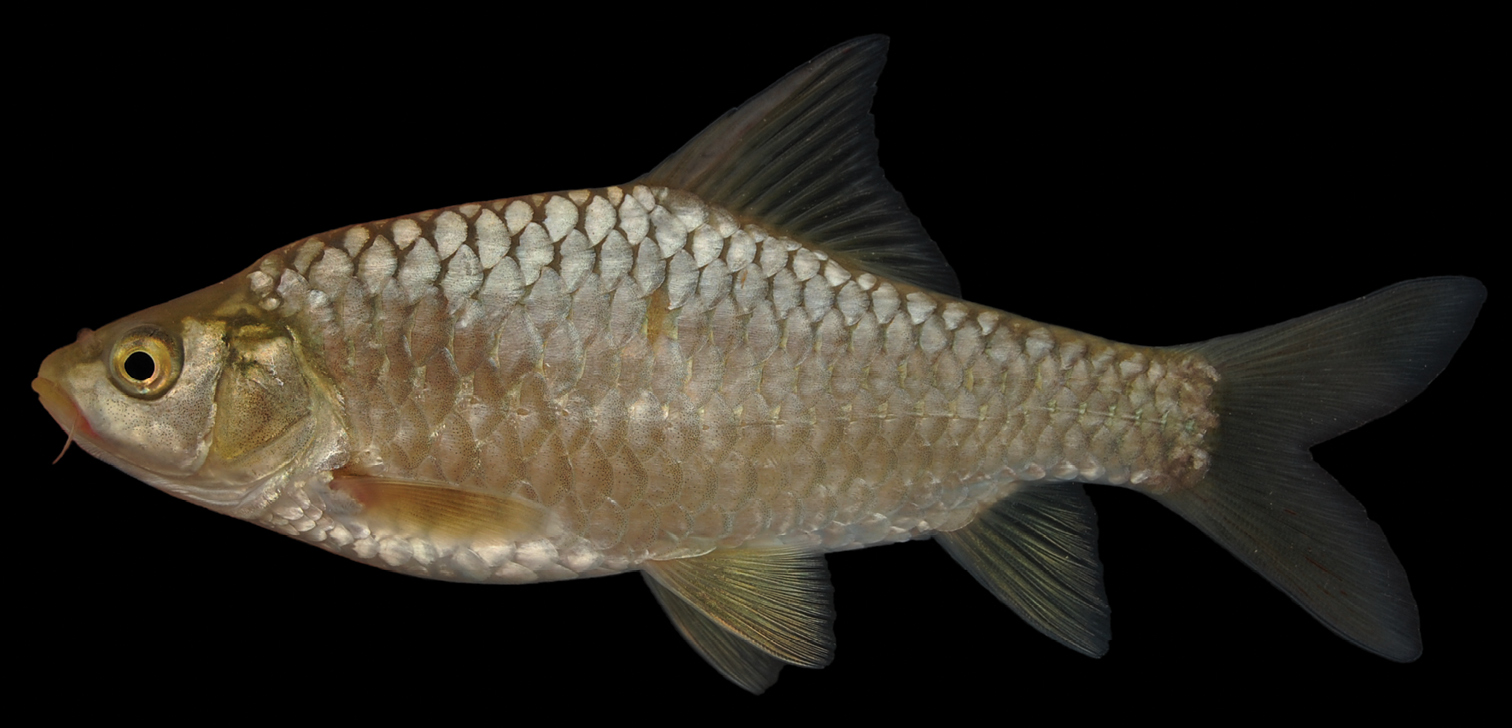
Carasobarbus luteus
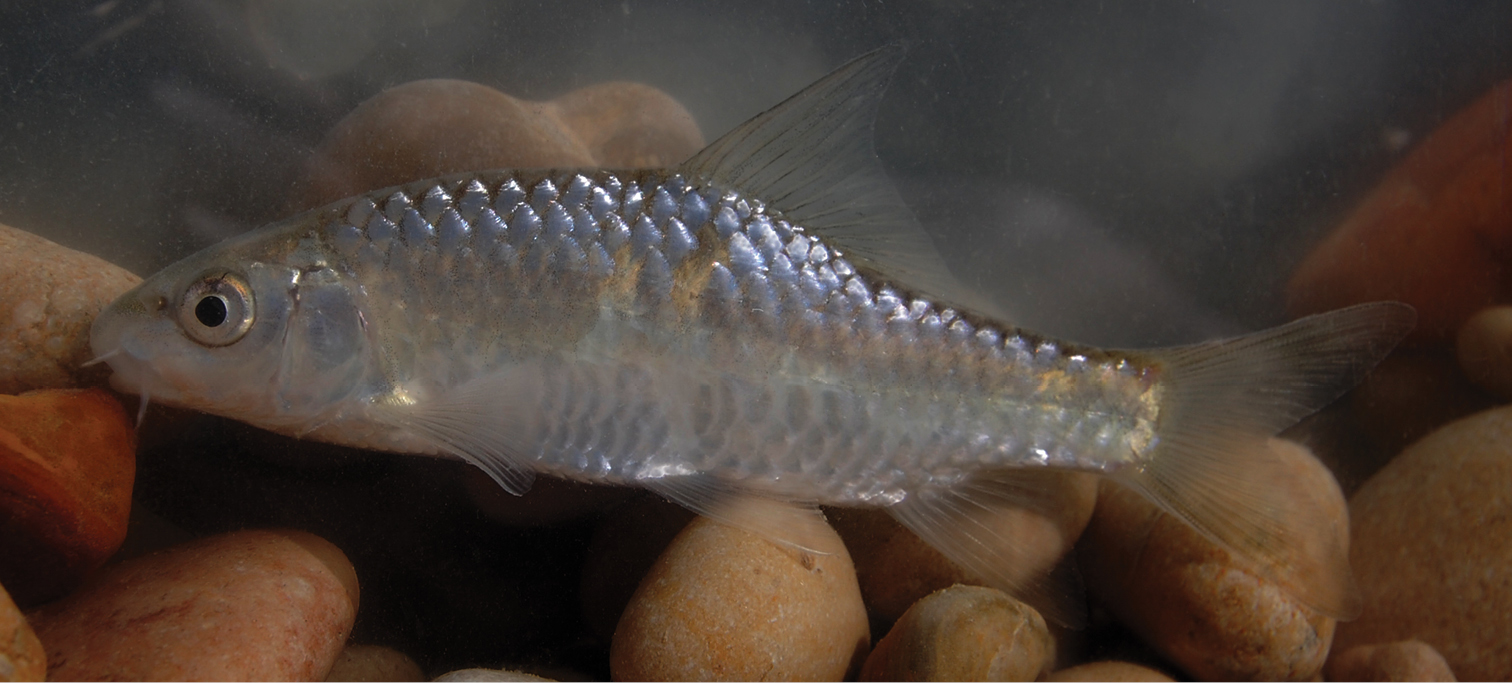
Carasobarbus sublimus